# Flussonic Media Server
Flussonic Media Server - видеостриминговое серверное программное обеспечение разработанное российской компанией Erlyvideo. Написано на языке программирования Erlang. С августа 2009 до января 2012 года в активной OpenSource-разработке находился проект Erlyvideo. В сентябре 2012 года был удалён с GitHub и продолжил разрабатываться на проприетарной коммерческой основе под названием Flussonic Media Server.

## Награды и номинации
- В 2018 году занял 3-место Streaming Media Readers' Choice в категории "Media Server"[1].
- В 2021 году занял 3-место в том же журнале, но в категории "Server-Side Ad Insertion (SSAI) Solution"[2], кроме того попал в список "Самые важные компании в области технологий онлайн-видео"[3]
- В 2022 году занял призовые места Streaming Media Readers' Choice в категориях: Cloud Encoding/Transcoding Service, Best New Streaming Innovation, Closed Captioning Solution, Encoding Hardware for Live Production, On-Prem Encoding/Transcoding Solution, Single or Dual-Stream Encoding Hardware[4]. Попал в список 50 технологических компаний, которые имеют наибольшее значение для онлайн-видео.[5]

## Варианты источников видеоданных
Flussonic содержит все необходимые возможности для организации медиа ресурса, раздающего файлы, видео со спутника или TV-каналы.
- M4F и M4S - внутренние протоколы Flussonic Media Server[7].
- MPEG-TS - протокол для передачи аудио- и видео- данных.
- HLS - коммуникационный протокол для потоковой передачи медиа на основе HTTP.
- RTSP - потоковый протокол реального времени.
- RTMP - проприетарный протокол потоковой передачи данных.
- SRT - протокол передачи данных, разработанный на основе UDP.

и другие.

## Поддержка кодеков
Flussonic Media Server поддерживает кодеки: Н.264, Н.265, MPEG-2, AAC, AC3, MP3, VP6, Speex, G711a/u, WebRTC.